# Homonyx santiagensis
Homonyx santiagensis är en skalbaggsart som beskrevs av Ohaus 1913. Homonyx santiagensis ingår i släktet Homonyx och familjen Rutelidae. Inga underarter finns listade i Catalogue of Life.